# Compressione del guadagno
La compressione del guadagno è un fenomeno dovuto alle non-linearità di un apparato elettronico, che causa la riduzione del guadagno quando vengono applicati in ingresso segnali con potenze sufficientemente alte. L'influenza della compressione del guadagno va limitata se si vuole ottenere una buona fedeltà del segnale di uscita rispetto a quello di ingresso, poiché è causa di distorsioni del segnale posto in ingresso.

## Punto di compressione del guadagno
Per misurare tale fenomeno si usa il cosiddetto punto di compressione del guadagno. Esso è definito come la potenza di ingresso per cui il guadagno si riduce rispetto a quello di piccolo segnale di una determinata quantità. Molto usato è il punto di compressione a -1dB, cioè la potenza di ingresso alla quale il guadagno si è ridotto di 1dB rispetto al guadagno lineare.
Tipicamente, il comportamento di un apparato elettronico non reattivo può essere descritto mediante un'equazione lineare ottenuta per linearizzazione della caratteristica statica:
{\displaystyle y=\alpha _{1}x}
dove {\displaystyle x} è una deviazione dal punto di lavoro, {\displaystyle y} è la corrispondente deviazione dell'uscita e {\displaystyle \alpha _{1}} il guadagno in regime di piccoli segnali. 
Se si vuole considerare l'effetto delle non-linearità dell'apparato, è necessario aggiungere altri termini, ad esempio effettuando uno sviluppo della serie di Taylor troncato fino al 3º ordine:
{\displaystyle y=\alpha _{1}x+\alpha _{2}x^{2}+\alpha _{3}x^{3}}
Applicando un ingresso del tipo {\displaystyle x(t)=A\cos(\omega _{0}t)} si ottiene, trascurando le componenti di distorsione armonica:
{\displaystyle y=A\left(\alpha _{1}+{\frac {3}{4}}\alpha _{3}A^{2}\right)\cos(\omega _{0}t)}
è possibile quindi definire un guadagno efficace alla pulsazione {\displaystyle \omega _{0}}:
{\displaystyle G(A)={\frac {y}{x}}=\alpha _{1}+{\frac {3}{4}}\alpha _{3}A^{2}=|\alpha _{1}|-{\frac {3}{4}}|\alpha _{3}|A^{2}}
dato che tipicamente {\displaystyle \alpha _{1}>0} e {\displaystyle \alpha _{3}<0} se l'apparato ha una caratteristica non invertente.
Si vede allora come all'aumentare dell'ampiezza dell'ingresso {\displaystyle A} il guadagno si riduca con il quadrato di {\displaystyle A}. In particolare, per un'ampiezza:
{\displaystyle A_{-1dB}\approxeq {\sqrt {0.145\left|{\frac {\alpha _{1}}{\alpha _{3}}}\right|}}}
il guadagno si è ridotto di 1dB rispetto al suo valore di piccolo segnale {\displaystyle \alpha _{1}}.